# Noth (Creuse)
Noth é uma comuna francesa na região administrativa da Nova Aquitânia, no departamento de Creuse. Estende-se por uma área de 22,89 km². Em 2010 a comuna tinha 508 habitantes (densidade: 22,2 hab./km²).